# Odo de Blois
Odo (d. 871) a fost conte de Blois între anii 834 și 865.